# Alcis nigriscripta
Alcis nigriscripta là một loài bướm đêm trong họ Geometridae.